# Peter Kulka

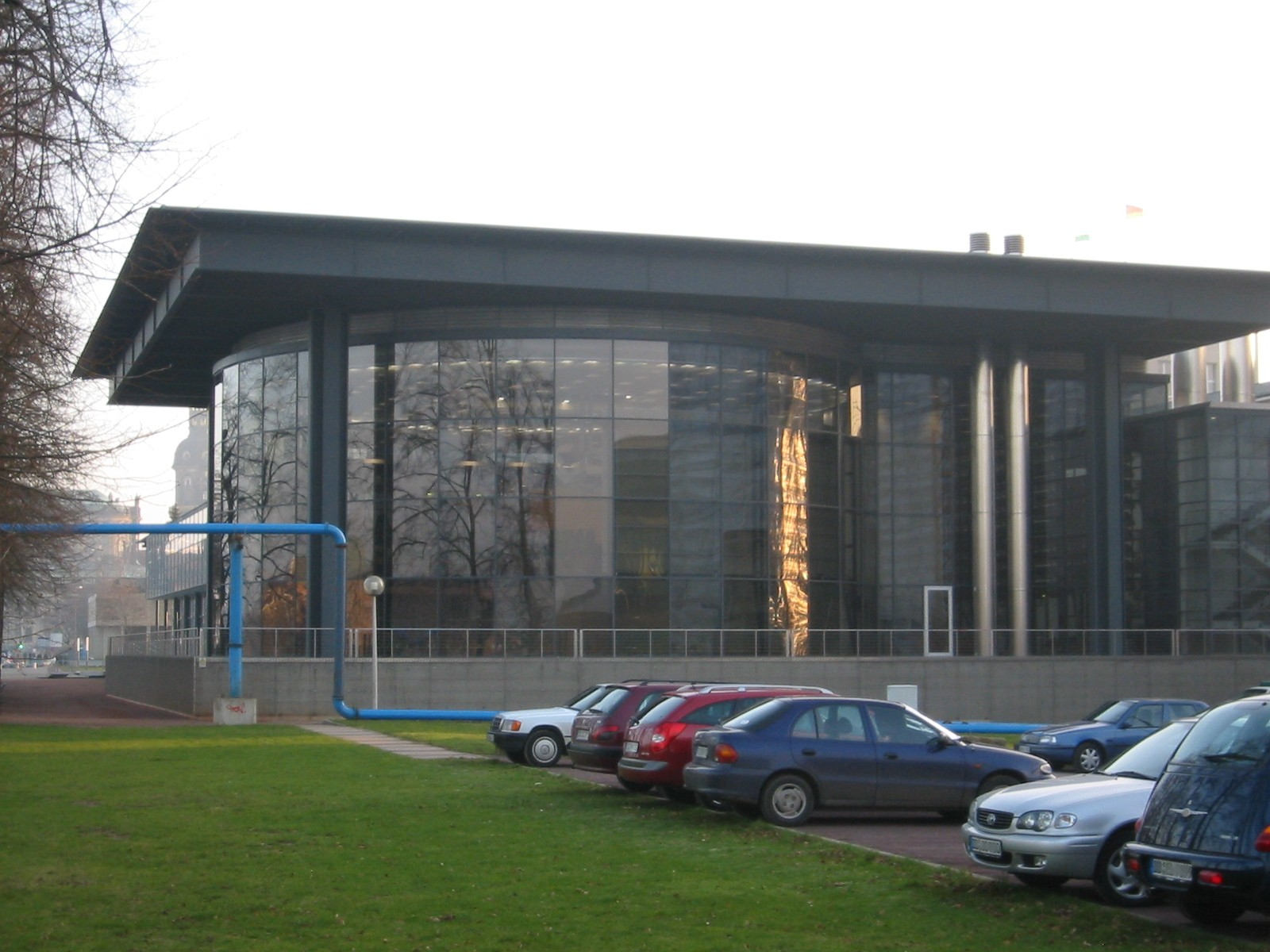
Sächsischer Landtag, Plenarsaal (1991–1994)

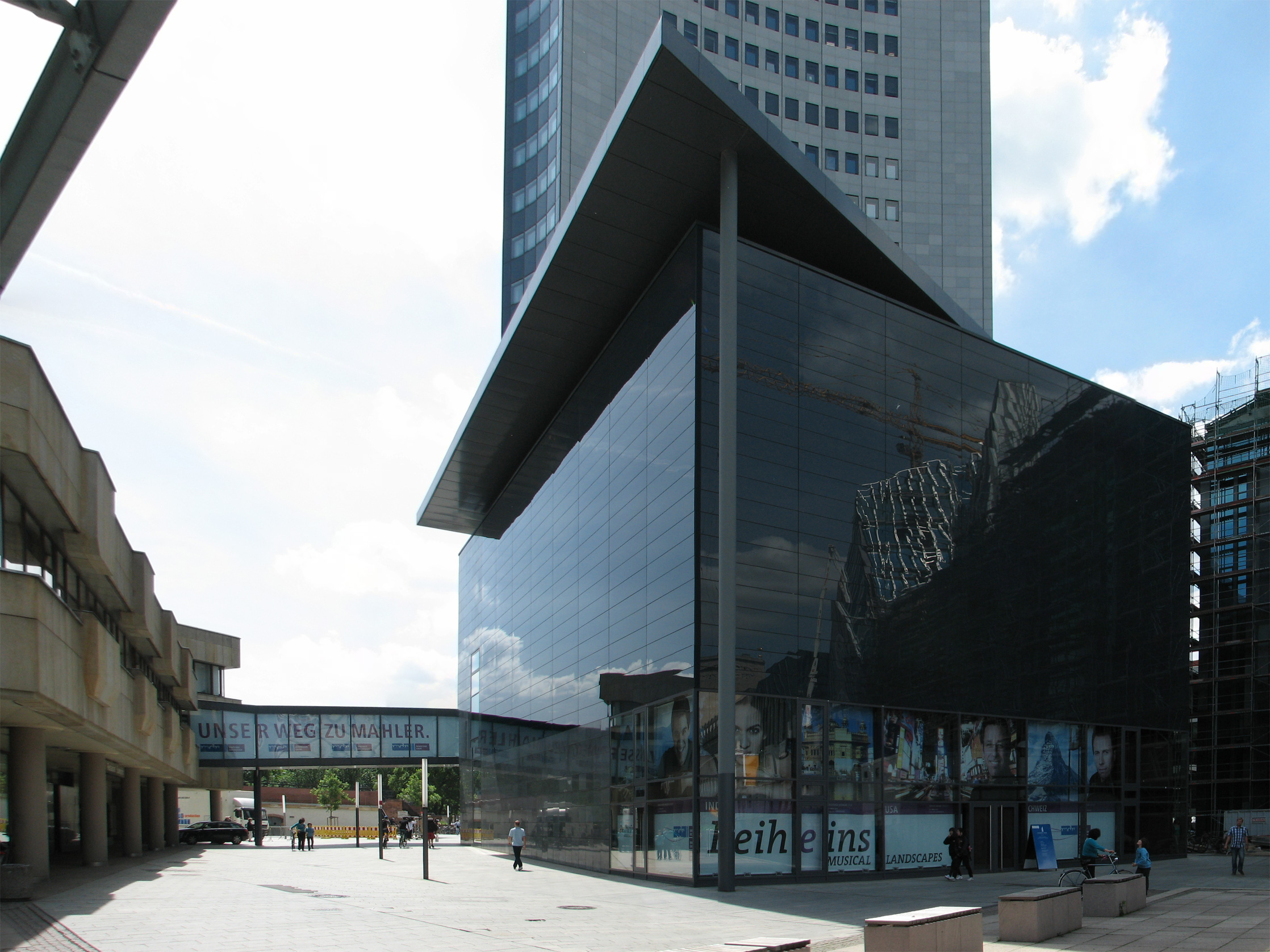
MDR-Kubus in Leipzig (2001)

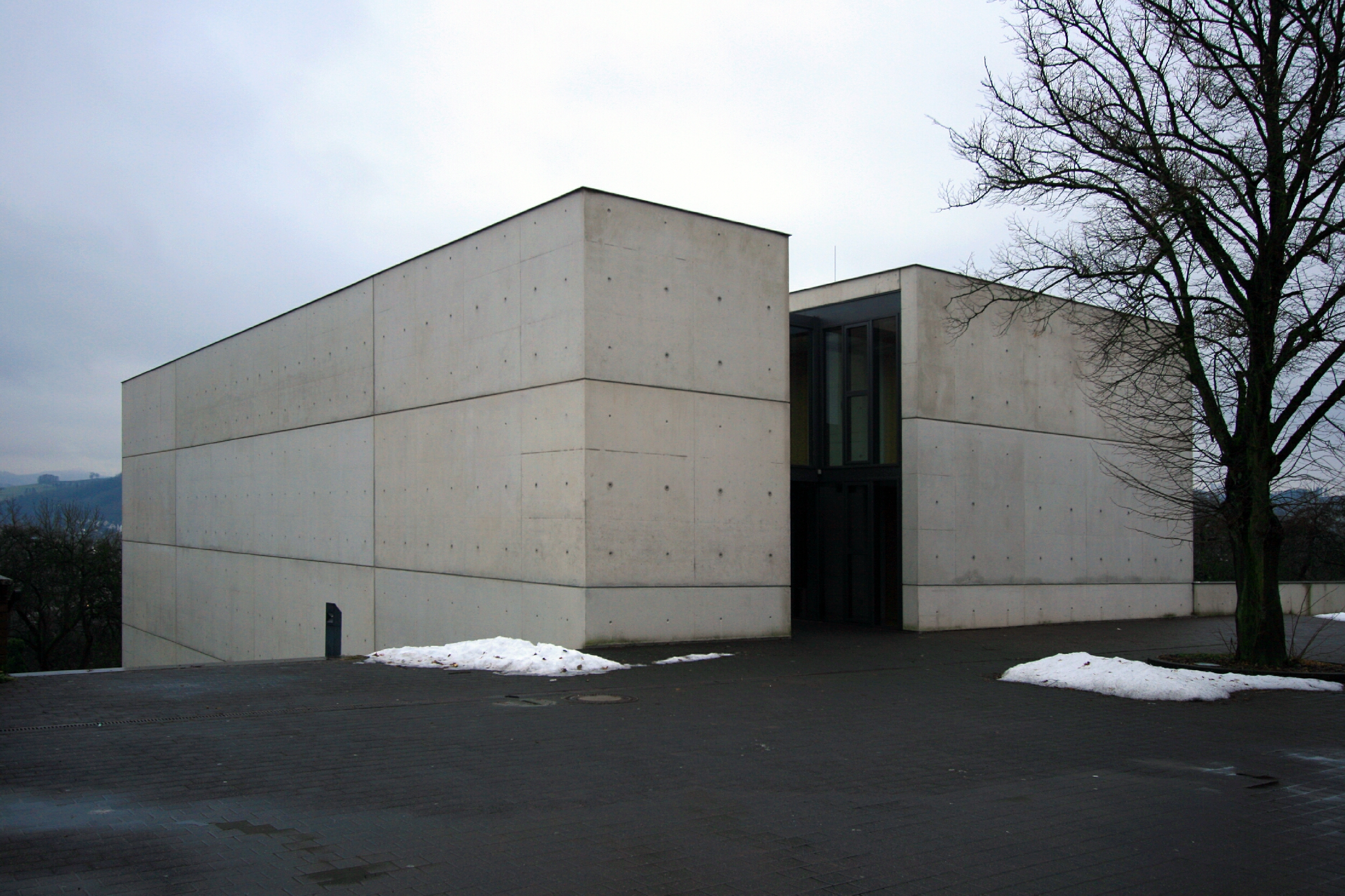
Haus der Stille, Abtei Königsmünster, Meschede (2001)

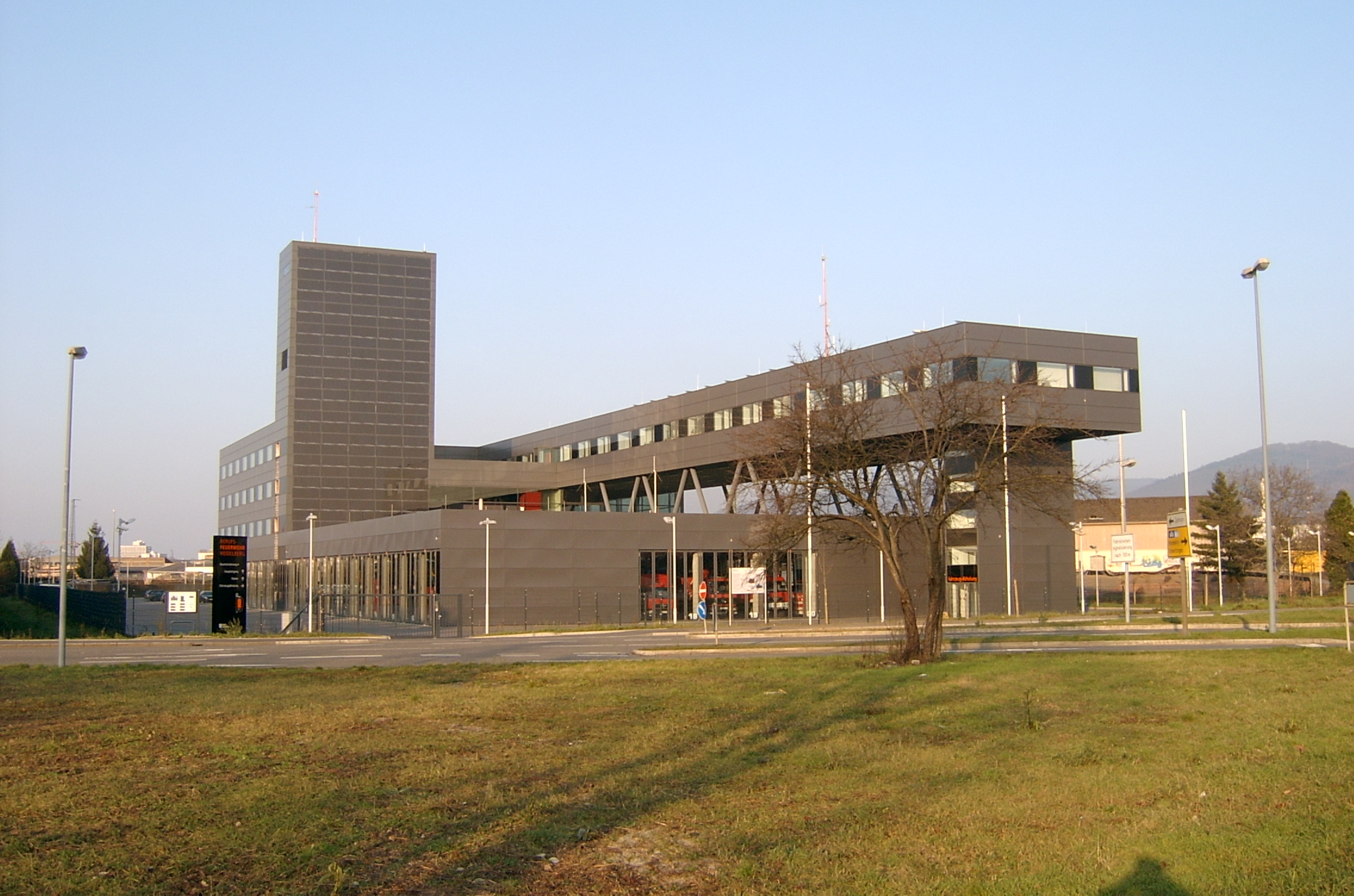
Wache der Berufsfeuerwehr Heidelberg (2004–2007)

Peter Kulka (* 20. Juli 1937 in Dresden–Friedrichstadt; † 5. Februar 2024 ebenda) war ein deutscher Architekt und Hochschullehrer.

## Leben
Peter Kulka wurde als Sohn des Architekten Otto Kulka in Dresden geboren. Nach einer Maurerlehre absolvierte er eine Ausbildung zum Ingenieur in der Fachrichtung Architektur an den Baugewerkschulen in Görlitz und in Gotha. Danach studierte er von 1959 bis 1964 Architektur an der Hochschule für bildende und angewandte Kunst in Berlin-Weißensee. „Sein Lehrer und Mentor dort war Selman Selmanagic, ein überzeugter Bauhäusler, der frühe, aber erst später wirksame Weichen bei Peter Kulka zu stellen verstand. Nach einem kurzen Gastspiel bei Hermann Henselmann an der Deutschen Bauakademie in Ostberlin …“ (Zitat Peter Rumpf in baunetz_plus_12) flüchtete Kulka 1965 aus der Deutschen Demokratischen Republik nach West-Berlin.
Bevor er ab 1969 als freier Architekt wirkte, arbeitete er drei Jahre im Architekturbüro von Hans Scharoun in Berlin. Mit dem Entwurf für die Universität in Bielefeld zusammen in einer Partnerschaft Herzog, Köpke, Kulka, Töpper und Siepmann (1970–1979) hatte er einen ersten großen Erfolg. Seit 1979 führte er sein Büro in Köln weiter. 1980 schloss sich Peter Kulka für einige Jahre mit Hans Schilling zusammen; seitdem beschäftigte er sich auch mit Sakralbauwerken. 1986 bis 1992 war er als Professor für konstruktives Entwerfen an der RWTH Aachen tätig.
Nach der deutschen Wiedervereinigung kehrte Peter Kulka nach Dresden zurück und gründete 1991 ein zweites Büro in seiner Heimatstadt. Er war in Dresden seit 1995 Mitglied der Kunstkommission der Stadt und gehörte am 29. Februar 1996 zu den 30 Gründungsmitgliedern der Sächsischen Akademie der Künste und in der Klasse Baukunst. Im selben Jahr wurde er Mitglied der Berliner Akademie der Künste. 2010 wurde Peter Kulka in die Nordrhein-Westfälische Akademie der Wissenschaften und der Künste aufgenommen. Bereits seit 1998 gehörte er dem Gestaltungsbeirat der Stadt Regensburg an, bis 2000 als dessen Vorsitzender.
Kulka starb am 5. Februar 2024 im Alter von 86 Jahren in seinem Haus in Dresden-Friedrichstadt.

## Bauten
- 1970–1976: Universität Bielefeld (Partnerschaft Herzog, Köpke, Kulka, Töpper und Siepmann)
- 1978–1983: Maternushaus in Köln (mit Hans Schilling)
- 1984–1987: Neugestaltung und Erweiterung der Abtei Königsmünster in Meschede
- TÜV-Akademie Rheinland in Köln
- 1991–1997: Bauten für die Siemens AG in Düsseldorf
- 1991–1997: Neubau des Plenarsaals und Neugestaltung der Altbauflügel des Sächsischen Landtags in Dresden
- 1997: Umbau des EL-DE-Hauses in Köln zum NS-Dokumentationszentrum der Stadt Köln
- 1994–1997: Multihalle (Multifunktionshalle für Sport und Kultur) in Meiningen
- 1994–1998: Wohnbebauung Hollerborn/Kleinfeldchen in Wiesbaden
- 1994–1999: Fakultätsgebäude der Wirtschaftswissenschaften der Otto-von-Guericke-Universität in Magdeburg
- 1994–1999: Galerie für Zeitgenössische Kunst in Leipzig
- 1996–1999: Erweiterungsbau für das Deutsche Gartenbaumuseum in Erfurt
- 2000–2002: Neugestaltung des City-Hochhauses in Leipzig
- 2000–2002: MDR-Kubus
- 2000–2013: S-Bahnhof Leipzig Bayerischer Bahnhof (Integration des historischen Bahnhofgebäudes in den City-Tunnel)
- 2001: Wohnanlage in Wiesbaden
- 2001: Haus der Stille der Abtei Königsmünster in Meschede (mit Konstantin Pilcher)
- 2002–2004: Neugestaltung und Erweiterung des Deutschen Hygiene-Museums in Dresden
- 2004–2019: Wiederaufbau des Ostflügels am Residenzschloss Dresden (u. a. Foyer und Überdachung des Kleinen Schlosshofs)
- 2004–2007: Hauptfeuerwache der Feuerwehr Heidelberg (Neubau als Passivhaus)
- 2004: Haus Heidehof der Robert Bosch Stiftung auf dem Grundstück des Robert-Bosch-Hauses in Stuttgart
- 2007–2009: Centrum-Galerie in Dresden (Neubau unter Nachempfindung der Waben-Aluminiumfassade des Vorgängerbaus)
- 2009–2010: Erweiterungsbau für das Leopold-Hoesch-Museum in Düren[4]
- 2014: Neues Landtagsgebäude in Potsdam unter Wiedererrichtung der barocken Stadtschlossfassade von Georg Wenzeslaus von Knobelsdorff
- 2015–2018: Umbau des Senckenberg Naturmuseums in Frankfurt am Main[5]
- bis voraussichtlich 2025: Lingner Altstadtgarten Dresden[6]

## Auszeichnungen und Ehrungen
- 1994: Preis des Deutschen Stahlbaues für Sächsischer Landtag, Dresden
- 1996: Heinrich-Tessenow-Medaille
- 1996: Berufung in die Berliner Akademie der Künste, Sektion Baukunst
- 1998: Thüringer Staatspreis für Architektur und Städtebau für die Multifunktionshalle für Sport und Kultur in Meiningen
- 2004: Nordrhein-Westfälischer Architekturpreis für das Haus der Stille, ein Gästehaus der Abtei Königsmünster
- 2005: Preis der Stiftung Bibel und Kultur[7]
- 2006: Ehrendoktorwürde der Technischen Universität Dresden[8]
- 2010: Berufung in die Nordrhein-Westfälische Akademie der Wissenschaften und der Künste[9]
- 2021: Eine vor etwa 33,9 oder 56 Millionen Jahre ausgestorbene Baumwanze, gefunden in der Grube Messel, wurde nach ihm benannt (Eospinosus peterkulkai).[10][11]